# Дания на «Евровидении-2002»
Дания участвовала в сорок седьмом выпуске телевизионного конкурса Евровидение-2002, который состоялся 25 мая в Саку Суурхаль в Таллине, Эстония. Страну представляла певица Мален Мортенсен с песней Tell Me Who You Are ("Скажи мне, кто ты"), написанной Михаэлем Ронсоном. Первоначально песня была написана на датском языке под названием Vis mig hvem du er ("Покажи мне, кто ты"). Но для участия на Евровидение она была переведена на английский язык. По итогам голосования Мален Мортенсен заняла 24-е, последнее место, набрав только 7 очков. Этот результат привёл Данию к понижению в рейтинге и дисквалификации из конкурса 2003 года. Поэтому, Tell Me Who You Are стала предшественницей датской заявки на Евровидение-2004 Shame on You, исполненной Томасом Тордарсоном. Конкурс был показан DR на канале DR 1 с комментариями Келда Хейка. Глашатаем от Дании была участница Евровидение-2001 Сигне Свендсен (как член группы Rollo and King).

## Предыстория
К моменту своего участия на конкурсе 2002 года Дания участвовала на Евровидение 31 раз с момента своего дебюта в 1957 году. За это время страна выигрывала конкурс дважды: в 1963 году с песней Dansevise дуэта Греты и Йоргена Ингманн и в 2000 году с песней Fly on the Wings of Love братьев Олсон. Дания также дважды организовывала проведения конкурса Евровидение: в 1964 году в Тиволи в Копенгагене и в 2001 году на стадионе Паркен в Копенгагене. На Евровидение-2001 группа Rollo and King с песней Never Ever Let You Go принесли Дании второе место, набрав 177 очков, что позволило стране продолжить участие.

## До «Евровидения»

### Dansk Melodi Grand Prix 2002
Датское радио (DR) начиная с 1957 года отвечает за организацию заявки от Дании на Евровидение путём организации национального отбора под названием Dansk Melodi Grand Prix. Тридцать третий выпуск Dansk Melodi Grand Prix 2002 состоялся 9 февраля 2002 года в цирке Копенгагена. Его ведущими были Михаэль Карё и Сигне Свендсен. Для участия в отборе Датское радио выдвинуло ряд условий: все композиторы и поэты-песенники должны иметь датское подданство либо быть постоянными резидентами страны, а все отправляемые заявки могут быть исключительно на датском языке. Из поступивших 662 заявок только десять были допущены к участию финале. Сам финал состоял из двух раундов. В первом раунде публичное голосование и семь членов жюри выбирали пять песен для прохода во второй раунд, а во втором раунде определялся непосредственно сам победитель. Процедура голосования во втором раунде была представлена через телефонные звонки по регионам, через SMS, и голоса членов жюри. В состав жюри входили:
- Келд Хейк
- Гри Йохансен
- Кааре Норге
- Саша Дюпон
- Карстен Михаэль Лаурсен
- Санне Готтлиб
- Йеспер Дегн

Среди конкурсантов, представленных 9 января 2002 года на пресс-конференции DR был участник группы Neighbours Хельге Энгельбрехт, которой представлял Данию на Евровидение-1987 как член группы Bandjo.
| Порядковый номер | Исполнитель     | Название песни            | Автор(ы)                                    | Результат |
| ---------------- | --------------- | ------------------------- | ------------------------------------------- | --------- |
| 1                | Luna Park       | Sommerregn                | Йонас Бенгстон, Лассе Древсхольт            | Прошёл    |
| 2                | U.F.O.          | Mon du falder ned         | Руне Браагер, Ким Сандберг                  | Не прошёл |
| 3                | Жанетт Дебб     | Medie show                | Жанетт Дебб, Михаэль Холмберг, Доминик Галь | Не прошёл |
| 4                | Мортен Флек     | Alle dage er en fredag    | Мортен Флек                                 | Прошёл    |
| 5                | Neighbours      | Alt mellem himmel og jord | Хельге Энгельбрехт, Томми Расмуссен         | Прошёл    |
| 6                | Бьярне Лангхофф | Det' på tide              | Михаэль Колстер, Карстен Колстер            | Не прошёл |
| 7                | Тин Б.          | Helt derinde              | Тин Бьергаард, Суне Кемпф                   | Не прошёл |
| 8                | Мэдс Брое       | Aldrig min igen           | Нанна Калинка Бьерке                        | Не прошёл |
| 9                | Pætur við Keldu | Som en drøm               | Pætur við Keldu                             | Прошёл    |
| 10               | Мален Мортенсен | Vis mig hvem du er        | Михаэль Ронсон                              | Прошёл    |

| Порядковый номер | Исполнитель     | Название песни            | Жюри | Ютландия | Фюн | Зеландия и острова | Копенгаген | SMS | Итог | Место |
| ---------------- | --------------- | ------------------------- | ---- | -------- | --- | ------------------ | ---------- | --- | ---- | ----- |
| 1                | Luna Park       | Sommerregn                | 10   | 8        | 8   | 8                  | 8          | 10  | 52   | 3     |
| 2                | Мортен Флек     | Alle dage er en fredag    | 12   | 6        | 6   | 6                  | 4          | 8   | 42   | 4     |
| 3                | Neighbours      | Alt mellem himmel og jord | 6    | 10       | 10  | 10                 | 10         | 6   | 52   | 2     |
| 4                | Pætur við Keldu | Som en drøm               | 8    | 4        | 4   | 4                  | 6          | 4   | 30   | 5     |
| 5                | Мален Мортенсен | Vis mig hvem du er        | 4    | 12       | 12  | 12                 | 12         | 12  | 64   | 1     |

### Разногласия
Песня-победитель Dansk Melodi Grand Prix 2002, Vis mig hvem du er, заняла последнее место по мнению жюри во втором туре, несмотря на то, что получила высшие баллы от всех пяти групп общественного голосования. Присяжные Келд Хейк, Саша Дюпон и Санне Готтлиб публично раскритиковали песню за плохой текст и заявили, что «датчан слишком легко обмануть» из-за «отличного бита» и «хорошего припева». Готтлиб также обвинила средства массовой информации в том, что они отдавали предпочтение Мален Мортенсен перед соревнованиями из-за её известности. Впоследствии Мортенсен отменила запланированное появление в программе Hit med sangen, в которой также участвовала Дюпон.

## На «Евровидении»
По правилам Евровидения, все страны, за исключением тех, кто занял последние шесть мест на конкурсе 2001 года, должны принять участие в 2002 году. 9 ноября 2001 года была проведена жеребьёвка, по результатам которой Мален Мортенсен должна была выступать под номером 14, между Финляндией и Боснией-Герцеговиной. В Таллине Мортенсен выступила с английской версией своей заявки Vis mig hvem du er под названием Tell Me Who You Are. Несмотря на то, что букмекеры ставили песню как одного из фаворитов на победу, по итогам голосования Дания заняла 24-е, последнее место, набрав только 7 очков. Это был первый раз в истории Евровидения, когда Дания финишировала последней. Данный результат привёл Данию к понижению в рейтинге и дисквалификации из конкурса 2003 года. Страна вернулась в 2004 году. 12 очков датские телезрители присудили Мальте. Россия и Дания не присудили друг другу ни одного очка.

### Голосование
| Очки      | Страна                    |
| --------- | ------------------------- |
| 12 баллов |                           |
| 10 баллов |                           |
| 8 баллов  |                           |
| 7 баллов  |                           |
| 6 баллов  |                           |
| 5 баллов  |                           |
| 4 балла   | - Израиль                 |
| 3 балла   |                           |
| 2 балла   |                           |
| 1 балл    | - Литва - Мальта - Турция |

| Очки      | Страна               |
| --------- | -------------------- |
| 12 баллов | Мальта               |
| 10 баллов | Швеция               |
| 8 баллов  | Эстония              |
| 7 баллов  | Латвия               |
| 6 баллов  | Великобритания       |
| 5 баллов  | Франция              |
| 4 балла   | Бельгия              |
| 3 балла   | Финляндия            |
| 2 балла   | Босния и Герцеговина |
| 1 балл    | Израиль              |